# Músculo transverso del mentón
El músculo transverso del mentón (Musculus transversus menti) es un músculo facial que es frecuentemente considerado como un músculo conformado por fibras superficiales del músculo depresor del ángulo de la boca, las cuales se dirigen hacia la dirección opuesta del rostro, en comparación al músculo depresor.[cita requerida]
- Datos: Q2976828